# Rok Mordej
Rok Mordej (Celje, 3 marzo 1989) è un allenatore di calcio a 5 ed ex giocatore di calcio a 5 sloveno.

## Carriera

### Giocatore

#### Club
Impiegato solitamente come ala, Mordej ha iniziato nella formazione slovena del Dobovec. Nell'estate del 2012 si è trasferito alla New Team Calcio a 5, nel campionato italiano di Serie A2, con la quale ha concluso al terzo posto il girone A perdendo sia la semifinale di Coppa Italia sia la semifinale play-off. La stagione seguente la squadra friulana vince il proprio girone, guadagnando la promozione in serie A; problemi economici impediscono tuttavia l'iscrizione al campionato di massima serie e così il laterale sloveno decide di ritornare al Dobovec. Al termine della stagione 2022-23 ha annuncitato il suo ritiro. 

#### Nazionale
Nel dicembre del 2008 Mordej ha disputato il campionato europeo Under-21, in cui la Slovenia è stata eliminata al primo turno. Alcuni mesi prima aveva debuttato anche nella nazionale maggiore di cui diverrà un giocatore simbolo: in tredici anni di militanza (2008-2020) disputerà oltre un centinaio di partite e parteciperà a quattro edizioni del campionato europeo.

### Allenatore
Nell'estate 2024 viene nominato allenatore del Dobovec, succedendo al croato Kujtim Morina che aveva guidato la squadra per sette stagioni.

## Palmarès
- Campionato sloveno: 6

Dobovec: 2014-15, 2017-18, 2018-19, 2020-21, 2021-22, 2022-23
- Coppa di Slovenia: 6

Dobovec: 2017-18, 2018-19, 2019-20, 2020-21, 2021-22, 2022-23
- Campionato croato: 1

Nacional Zagabria: 2016-17
- Coppa di Croazia: 1

Nacional Zagabria: 2016-17